# Mariana Alcázar
Mariana Alcázar   (València, 1739 - Madrid, 17 de novembre de 1797) va ser una actriu valenciana de diversos gèneres. Actuà principalment a Madrid on gaudí d'una gran popularitat, especialment arran de les seves actuacions còmiques. Va tenir certa rivalitat amb l'actriu María Ladvenant.
Va escriure una peça teatral en un acte, acompanyada per música, que es conserva a l'Institut del Teatre. Va retirar-se dels escenaris el 1787.